# 椎原兵市
椎原 兵市（しいはら ひょういち 1884年 - 1966年）は、日本の造園家。作庭家。宮内の宮廷庭園技師、また関一市長率いる大阪市の緑化事業、公園設計で活躍した。

## 人物
1884年（明治17年）大分市に生まれる。1907年（明治40年）に京都高等工芸学校（後の京都工芸繊維大学）図案科を卒業、1909年（明治42年）から宮内省内苑寮園芸課に奉職、上司市川之雄の薫陶を受ける。1920年（大正9年）まで、この時期主な担当作品は東宮御所（明治42年）、武庫離宮（大正3年）などがあり、宮廷庭園の設計や施工に従事したほか、国会議事堂本建築設計競技（大正7,8年）参加や京都御所、伊勢神宮、出雲大社等の外苑設計に携わった。
1920年（大正9年）から京都高等工芸学校時代の恩師武田五一の推挙により大阪市に移り都市計画を担当。都市計画法制定にともなって、大阪市の初期都市計画公園整備の指標を樹立させることとなる。1922年（大正13年）に土木部公園課長就任。
1928年（昭和3年）に御大礼奉祝記念事業が各地でおこなわれるに当たり、大阪市は、大礼記念大阪城公園新設を最大の目標とし、その整備基本計画を作成。公園整備はその後しばしば計画の変更があったが、当初計画は椎原の発想のものが多かった。
同年、『庭園の設計と其実例』（造園叢書）出版。
1930年（昭和5年）から1932年（昭和7年）にかけて、街路緑化事業として、有名な御堂筋の銀杏の大並木通りを完成し今日の美観を残す。大阪市時代ではそのほか天王寺公園及び動物園の拡張、城北公園、桃が池公園、新淀川公園等の開設、そのほか、服部、爪破の両霊園を完成まで終始自主努力して、公園を生み出した。
1940年（昭和15年）に退職し、同年庭園設計事務所を開設。
その後（昭和21年）に終戦後の1947年（昭和22年）には、大阪造園土木株式会社を設立して民間造園の設計施工に尽した後、会社は1953年（昭和28年）に退社。同年に造園設計事務所を開設する。
この民間時代はダイハツ工業池田第二地区工場庭園など、数々の工場敷地の緑化を進めたが、ほかに地方自治体では伊丹市や白城市、和歌山市、徳島市などの都市公園計画にも参画していく。例えば徳島市では市内各地の景観設計を指導（市民会館前庭、徳島児童文化公園（現・徳島文化公園）、動植物公園、眉山ドライブウェイやあわぎん眉山ロープウェイ、蜂須賀候史跡表書院、千秋閣庭園（旧徳島城表御殿庭園）他）のほかは、徳島駅前通り・徳島駅駅前から阿波おどり会館までの中央分離帯のヤシの木並木（尾関太郎（徳島県職員）らと、1953年）、ヴェンセスラウ・デ・モラエス翁記念碑（モラエスの石碑、徳島市新町橋、1954年）に関与。
1958年、建設大臣より功績顕彰。

## 特徴
椎原は課長になっても社長になっても造園事業や風致及び緑化計画等を自ら手を動かして設計を行い、あるいは事業に参画したことが知られている。図案科卒業ということもあってすぐれた製図家で、宮廷庭園の設計、都市公園の設計において、卓越した造園の製図技法と技術、表現方法は当時の国内に並ぶものがなかったといわれる。
大正12年の著書「都市計画図」、大正13年の「現代庭園図譜」で、実測図に等高線を入れた地割の設計図と鳥瞰図を付し、また、図の線の強調、コンターラインの工夫、花形マークを用いた樹木表現等を実践し、図面の表現手法を開拓した。

## 代表作
明治42年以降に手がけた作品
　宮内時代・市川之雄らと
- 栗林公園改造[7]
- 横浜公園改造[7]
- 伊勢徴古館(1910)[7]
- 出雲大社神苑（1912）[7]
- 北白川宮新宮御殿(1910)[7]
- 桑田徳成農園(1912)[7]
- 京都御所(1913)[7]
- 沼田城址公園(1916)
- 岡山南公園
- 偕楽園東山公園 (岡山市)拡張[8]　奥市公園（岡山市中区）[8](1916)

昭和2年から、大阪市公園課長時代
- 別府中山別荘（旧 和田別荘「致楽荘」）庭園改造（1920年）[9]
- 大手前配水池上部庭園（1920年）[10]
- 秋田農園(1922)[7]
- 名張遊園地(1923、1927)[7]
- 大津市都市計画図（1923）[7]
- 芦屋中山邸(1923)[7]
- 打出奥山地所(1925)[7]
- 千里山花壇改修（1925-1927年、1939年）[11][12]
- 香里遊園地（1926）[7]
- 中之島公園[13] 大阪市農会と協力し郊外の農地に２箇所の市民農園を設置（1926）
- 宮津市御成婚記念公園(1927)[7]
- 伊賀上野城址公園
- 佐世保御成婚記念公園
- 天理教敷島大教会の境内と庭園（奈良県桜井市、1930） [14]
- 大阪城公園（1931年、1948年）[11]
- 大阪城本丸日本庭園天臨閣（1931年）[1] 御堂筋銀杏並木（1937年）[11][15]
- 天王寺公園の拡張と動物園改造[16] [17]
- 大阪市の街園（街路事業「街角緑地」、1935年～）[18]
- 城北公園・園内農業分区園（1934年）[19]
- 大阪新淀川公園
- 服部墓地（服部霊園）
- 瓜派墓地（瓜派霊園）
- 臼杵城址公園
- 伊丹市緑ヶ丘公園
- 池田市五月山公園と公園内展望台
- 徳島文化公園改造
- 蛍山公園
- 武庫川河畔文化村(1927)[7]
- 寝屋川警察官住宅(1927)[7]
- 芦屋中央邸(1927)
- 枚方遊園地(1927)[7]
- 大阪中央放送局千里放送所(1928)[7]
- 鬼取山荘園(1930)[7]
- 広楽園改造計画（1932）[7]
- 桃花塾庭園（大阪府富田林市）[20]

## 著書
- 現代庭園図説 (国立国会図書館デジタルコレクション)